# 隱牙副單棘魨
隱牙副單棘魨，又稱隱牙副單角魨，為輻鰭魚綱魨形目鱗魨亞目單棘魨科的其中一種，為熱帶海水魚，分布於西太平洋區，從泰國至印尼蘇拉威西海域，體長可達7公分，棲息在珊瑚礁區，生活習性不明。

## 扩展阅读
維基物種上的相關：隱牙副單棘魨